# Altersbach

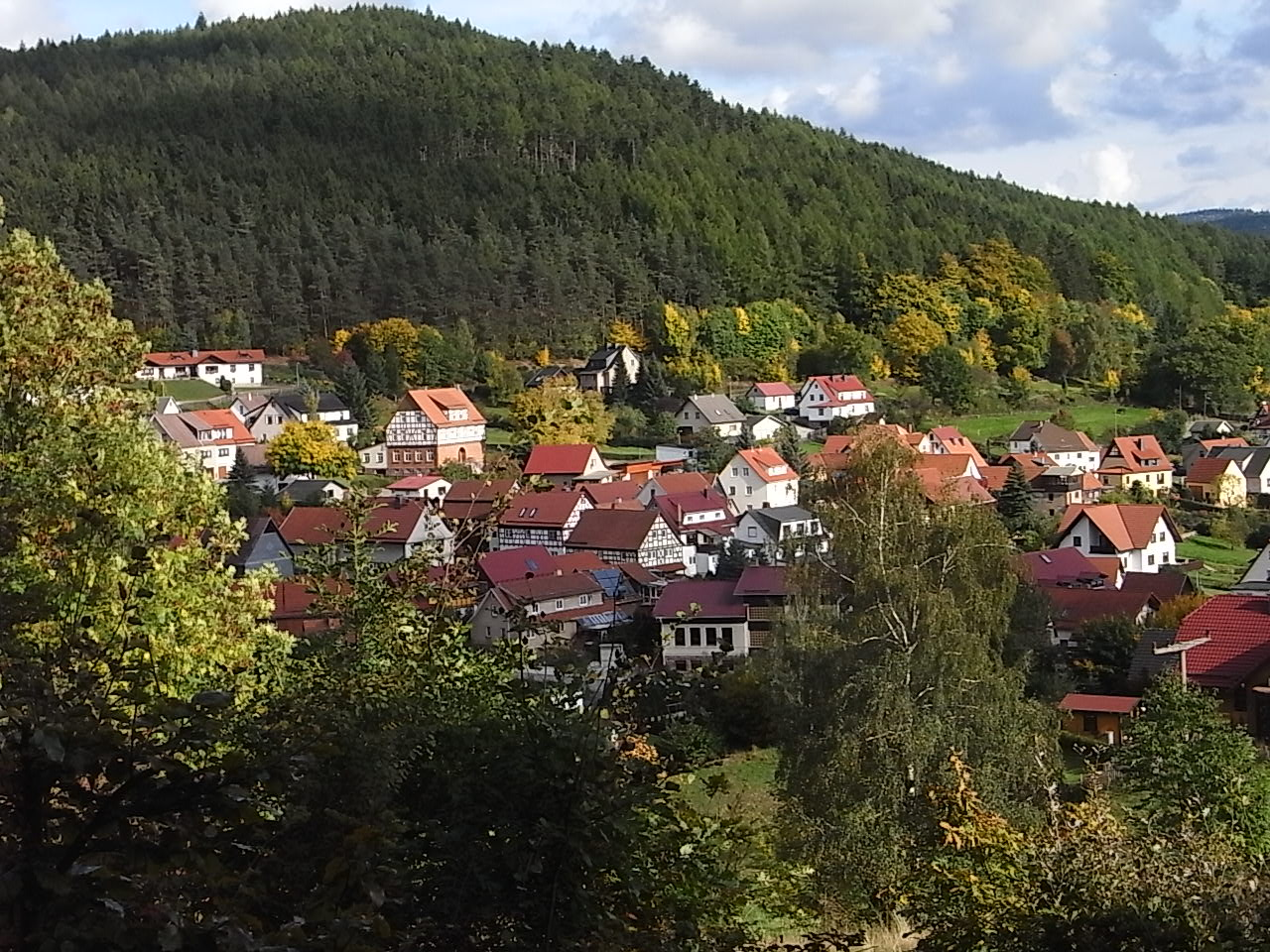
Altersbach

Altersbach ist ein Ortsteil der Stadt Steinbach-Hallenberg im Landkreis Schmalkalden-Meiningen in Thüringen.

## Geografie
Altersbach liegt am Südhang des Thüringer Waldes.

## Geschichte
Im „Frankensteiner Kaufbrief“ von 1330, in dem die Herren von Frankenstein einen Großteil ihrer Besitzungen an die mit ihnen verwandten Grafen von Henneberg-Schleusingen veräußerten, wird auch ein Dorf „Alharts“ genannt, hinter dem man das heutige Altersbach vermutet. Erstmals wurde der Ort im Jahr 1340 als Wüstung mit dem Namen Altusbach erwähnt. Über die frühe Geschichte des Ortes und den Grund, warum er 1340 wüstgefallen war, ist nichts bekannt. Seine Gründung dürfte jedoch auf den schon früh betriebenen Bergbau im Arzberg und die nahe historische Straße durch den Thüringer Wald zurückzuführen sein. Im 12. Jahrhundert gelangte der Ort wohl mit dem umliegenden Gebiet als hennebergischer Besitz zum Amt Schmalkalden, welches seit 1360 unter hennebergisch-hessischer Doppelherrschaft stand und nach dem Aussterben der Henneberger 1583 komplett an die Landgrafschaft Hessen-Kassel fiel. 1791 wurde der Ort dem Amt Hallenberg in der Herrschaft Schmalkalden angegliedert. Altersbach war bis ins 19. Jahrhundert fast rein landwirtschaftlich geprägt, dann erlangte das Nagelschmiedehandwerk im Ort Bedeutung, und nach Einsetzen der Industrialisierung im späten 19. Jahrhundert wurde der Ort zur Pendlersiedlung für Industriearbeiter im benachbarten Steinbach-Hallenberg. 1891 erhielt Altersbach einen Eisenbahn-Haltepunkt.
Die Gemeinde Altersbach wurde am 1. Januar 2019 in die Stadt Steinbach-Hallenberg eingegliedert. Zuvor gehörte Altersbach der Verwaltungsgemeinschaft Haselgrund an.

### Einwohnerentwicklung
Entwicklung der Einwohnerzahl (31. Dezember):
| - 1994: 642 - 1995: 638 - 1996: 630 - 1997: 614 - 1998: 613 - 1999: 603 | - 2000: 594 - 2001: 591 - 2002: 577 - 2003: 573 - 2004: 565 - 2005: 559 | - 2006: 547 - 2007: 552 - 2008: 538 - 2009: 533 - 2010: 528 - 2011: 516 | - 2012: 497 - 2013: 493 - 2014: 478 - 2015: 472 - 2016: 450 - 2017: 446 |

Datenquelle: Thüringer Landesamt für Statistik

## Politik

### Gemeinderat
Der Gemeinderat aus Altersbach setzte sich zuletzt aus sechs Mitgliedern der Freien Liste Altersbach zusammen.
(Stand: Kommunalwahl am 25. Mai 2014)

### Bürgermeister
Seit der Wahl zum Ortsteilbürgermeister am 12. Juni 2022 ist Uwe Holland-Cunz der ehrenamtliche Ortsteilbürgermeister von Altersbach.